# 보날개풀잠자리과
전세계적으로 200종이 넘는 분류군이다.
이 과에 속한 모시보날개풀잠자리는 주황색 몸매에 검은 진주같은 겹눈이 측면 얼굴 보다 크다.
날개맥이 크게 발달하여 배마디를 덮고도 남는다.

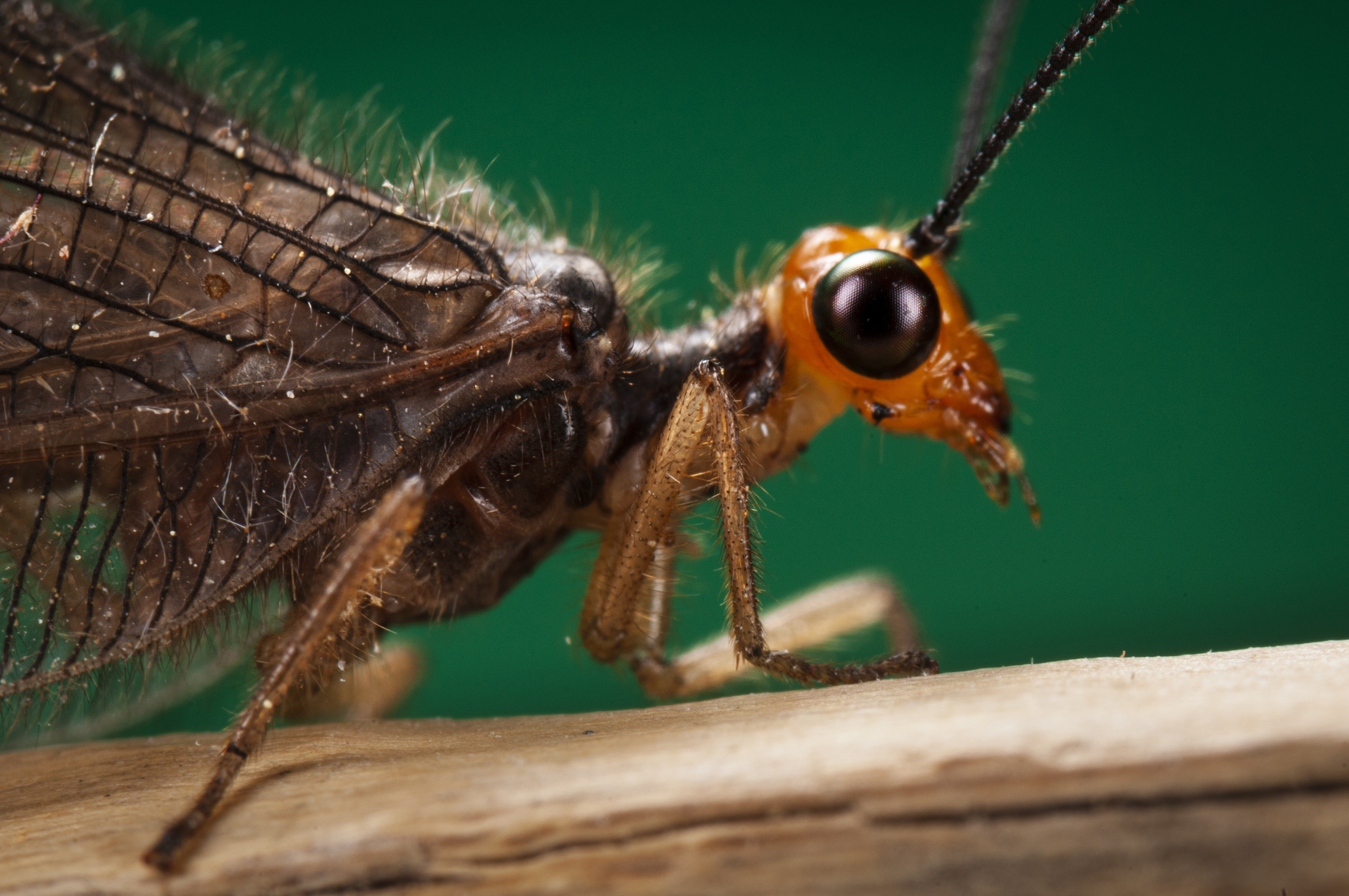
모시보날개풀잠자리